# Троицкий Марков монастырь
Свя́то-Тро́ицкий Ма́рков мужско́й монасты́рь — православный монастырь, находящийся в городе Витебске.

## История

Свято-Троицкий Марков монастырь

Основание Маркова монастыря предположительно относится к XIV—XV векам. Существует легенда об основателе монастыря — некоем Марке, который уединился на принадлежащем ему участке земли и построил там часовню. Вскоре к нему присоединились единомышленники.
Монастырь существовал до 1576 года, после упразднён, а Троицкий храм превращён в приходской (монастырь возобновлён в 1633 году князем Львом Огинским).

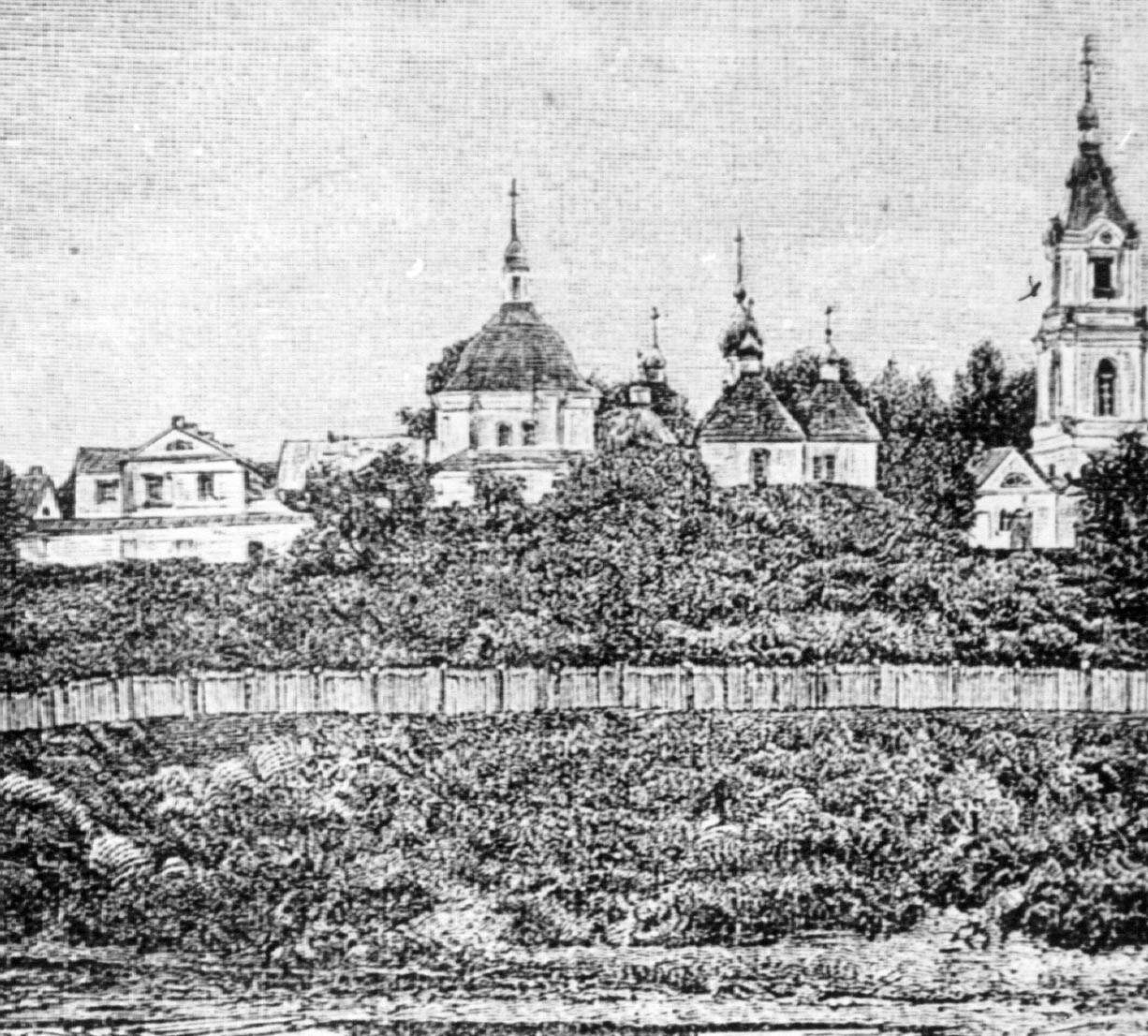
Свято-Духов монастырь в начале XX века

Расцвет монастыря относится к XVII веку. В то время на его территории находились два деревянный храма — Троицкий собор и Покровская церковь, выстроенная в 1650 году. В 1656 году патриархом Никоном был подарен чудотворный список Казанской иконы Божией Матери.
В 1690 году Покровская церковь сгорела, и на её месте построили новую. В 1760 году на этом месте был выстроен новый каменный храм, также освященный в честь Покрова Богородицы и сохранившийся доныне (позже переосвящён в честь Казанской иконы Божьей Матери).
Монастырь закрыт в 1920 году. На его территории долгое время размещалась милиция и другие учреждения. Все здания, кроме Свято-Казанской церкви, были разрушены (в том числе Троицкий собор — один из лучших образцов деревянного белорусского зодчества).
В период Великой Отечественной войны Казанская церковь была повреждена, однако затем частично восстановлена (первоначально без купола). Единственная церковь в Витебске, которая в послевоенные годы не закрывалась. Главный престол храма освящён в честь Казанской иконы Божией Матери, а боковой придел — в честь святого Сергия Радонежского.
Монастырь возрождён 23 ноября 2000 года. В Свято-Казанский храм вновь перенесена Казанская икона Божией Матери в серебряном окладе.

## Настоятели
- Феофан (Рпинский) (? — 1576)
- Каллист (Дорофеевич-Рыторайский) (упом. 1651 — упом. 1656)
- Феофан Иванович — игумен (до 1687 — после 1695)
- Серапион Полховский
- Сильвестр Конарский (около 1713)
- Мефодий Олешкевич (около 1718)
- Серапион Пчелка (около 1751)
- Иакинф (Пелкинский) (упом. 1760—1766), игумен[3].
- Иосиф, архимандрит (? — 1818)
- Анатолий, архимандрит (1818 — ?), переведённый из Троицкого Калязина монастыря
- Иоасаф, архимандрит (? — 1821)
- Иероним (Сретенский) (1821 — ?[4])
- Павел, архимандрит (упом. 1861)[5]
- Анатолий (Станкевич) (4 апреля 1861 — 1867)
- Полиевкт (Пясковский) (1867—1873)
- Аркадий (Филонов) (16 января 1873—1885)
- Иоанникий (Казанский) (1885—1888)
- Иларион (1888 — 1.06.1894)
- Виталий (5.07.1894 — ?)
- Иезекиль (30.05.1890 — ?)
- Пантелеимон (Рожновский) (1905—1912)
- Таврион (Батозский) (1925—1926)
- Сергий (Брич), архимандрит (с 7 января 2022 года[6]).